# 福斯湾
福斯湾（英語：Firth of Forth；苏格兰盖尔语：Linne Foirthe）位于英国苏格兰东部，在福斯河的入海口（北海）。湾长77千米，最宽处28千米。有福斯公路和福斯铁路桥跨湾。爱丁堡为沿岸城市。2001年，福斯灣被列入湿地公约。

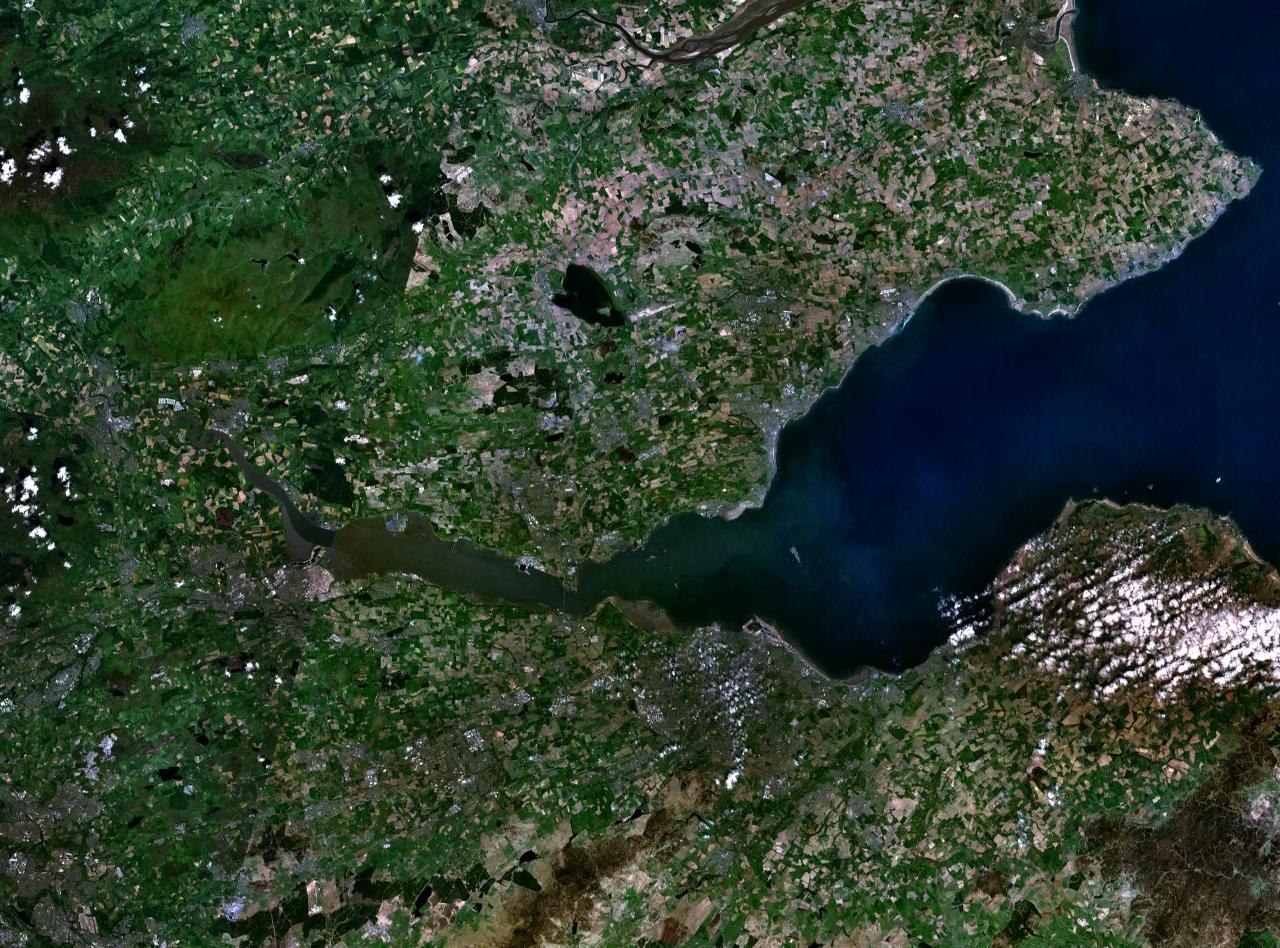
福斯湾周围地区的卫星图